# Fatma Sultan
Fatma Sultan, född 1606, död efter 1667, var en osmansk prinsessa. Hon var dotter till sultan Ahmed I (r. 1603-1617) och Kösem Sultan, syster till Murad IV (r. 1623-1640) och Ibrahim (sultan) (r. 1640-1648) och faster till Mehmet IV (r. 1648-1687). Hon var känd för sina sju äktenskap.  

## Biografi
Fatma var dotter till sultan sultan Ahmed I och Kösem Sultan. Hennes far avled när hon var elva år, men 1623 besteg hennes bror tronen och hennes mor blev rikets de facto makthavare. 
Osmanska prinsessor ingick oftast politiska äktenskap med inflytelserika ämbetsmän arrangerade av deras mödrar eller farmödrar, som hade rätten att gifta bort dem och som drog nytta av deras äktenskap. En prinsessa hade rätten att bli sin makes enda hustru (han var därför tvungen att skilja sig om han redan var gift), hon fick själv välja när äktenskapet skulle fullbordas och hon kunde skilja sig på eget initiativ, något som inte var tillåtet för andra muslimska kvinnor. Prinsessor kunde bli bortgifta, frånskilda och omgifta flera gånger av politiska skäl från barndomen och framåt, och Fatma Sultan och hennes syster Ayşe Sultan är berömda som de mest extrema exemplen på dessa politiska serieäktenskap i det osmanska rikets historia: de gifte sig sju respektive sex gånger var, och var 61 respektive 50 år gamla vid sin sista förlovning. 
Fatma Sultan var i tur och ordning gift med Kara Mustafa Pasha (?-1628), Sarrac Hasan Pasha (1628), Canpoladzade Mustafa Pasha (?-1636), Hoca Yusuf Pasha (1636-?), Melek Ahmed Pasha (1662), Kanbur Mustafa Pasha (1663-1666), Közbekçi Yusuf Pasha (1667-).
Under hennes bror Ibrahim I:s regeringstid, tvingade sultanen henne, hennes systrar Hanzade Sultan och  Ayşe Sultan och deras brorsdotter Kaya Sultan att passa upp på hans konkubiner: han konfiskerade deras jord och juveler och tvingade dem att passa upp på sin favoritkonkubin Hümaşah Sultan, stå runt henne medan hon åt och hjälpa henne att tvätta händerna efteråt. Detta var ett exempel på hans många brott mot sedvänja och etikett och uppfattades som en skandal: han förvisade dem också senare till palatset i Edirne. 
Ett av Fatmas äktenskap var med Melek Ahmed Pasha. De gifte sig sedan dennes första maka, Fatmas brorsdotter Kaya Sultan, hade avlidit 1659. Äktenskapet var arrangerat, och Pasha anklagade den dåvarande storvisiren för att ha tvingat honom till det. På bröllopsnatten räckte Fatma Melek ett dokument där hon presenterade det underhåll hon krävde för sig och sitt hov. Då han protesterade svarade hon att skilsmässa var enda alternativet, och att han då fick återlämna hennes hemgift, vilket uppgick till ett års skatteintäkter från Egypten. När Melek Ahmed Pasha avled kort därpå, 1662, förseglade hon hans bostad och meddelade att det tillhörde henne då det uppgick till värdet av hennes hemgift, vilket ledde till en process med storvisiren. 